# Vierge à la treille
Vierge à la treille est un tableau réalisé par le peintre allemand Hans Baldung vers 1541. De format vertical, cette peinture à l'huile sur bois est une Madone qui représente Marie portant l'Enfant Jésus endormi près d'une vigne investie par une demi-douzaine de putti. Dans le coin inférieur droit de la composition, mais au premier plan de celle-ci, l'un de ces angelots se penche pour réveiller le Christ, afin de partager une grappe de raisin avec lui. Achetée en 1906, l'œuvre est conservée au musée de l'Œuvre Notre-Dame, à Strasbourg, en France.